# Agência Estadual de Administração do Sistema Penitenciário de Mato Grosso do Sul
A Agência Estadual de Administração do Sistema Penitenciário de Mato Grosso do Sul é uma autarquia, vinculada à Secretaria de Estado de Justiça e Segurança Pública, que administra o sistema penitenciário do estado. É uma das 13 autarquias que integram o Governo de Mato Grosso do Sul, incluindo a Universidade Estadual de Mato Grosso do Sul.

## História
Foi criada em 1º de janeiro de 1979, quando o estado foi oficialmente instalado, sob a denominação de Departamento do Sistema Penitenciário de Mato Grosso do Sul (DSP). Em outubro de 2000, adotou a atual designação.

## Atribuições
Entre suas funções, cabe à agência manter a custódia de detentos provisórios e condenados, além do cumprimento de suas penas ou a espera pelo julgamento; buscando promover a ressocialização e reintegração do interno ao término da detenção. Atualmente, a Agepen administra 47 unidades prisionais em 18 cidades.

## Unidades

### Centros de medidas socioeducativas
| Nome                                               | Gênero    | Notas e referências |
| Campo Grande                                       |           |                     |
| Unidade Educacional de Semiliberdade (UESL) Tuiuiú | Masculino | [ 8 ] [ 9 ]         |
| Unidade Educacional de Internação (Unei) Dom Bosco | Masculino | [ 8 ] [ 10 ]        |
| Unei Estrela do Amanhã                             | Feminino  | [ 8 ] [ 11 ]        |
| Unei Novo Caminho                                  | Masculino | [ 8 ] [ 12 ]        |
| Corumbá                                            |           |                     |
| UESL Corumbá                                       | Masculino | [ 8 ]               |
| Unei Pantanal                                      | Masculino | [ 8 ] [ 13 ]        |
| Dourados                                           |           |                     |
| Unei Esperança                                     | Feminino  | [ 8 ] [ 14 ]        |
| Unei Laranja Doce                                  | Masculino | [ 8 ] [ 15 ]        |
| Ponta Porã                                         |           |                     |
| Unei Mitaí                                         | Masculino | [ 8 ] [ 16 ]        |
| Três Lagoas                                        |           |                     |
| Unei Tia Aurora                                    | Masculino | [ 8 ] [ 17 ]        |

### Penitenciárias
| Nome | Regime              | Nível de segurança | Gênero    | Inauguração ou criação  | Notas e referências      |
| Campo Grande                                                                                                  |                     |                    |           |                         |                          |
| Centro de Triagem Anízio Lima                                                                                 | Fechado             | Média              | Masculino | –                       | [ 18 ] [ 19 ]            |
| Centro Penal Agroindustrial da Gameleira                                                                      | Semiaberto          | Mínima             | Masculino | 14 de maio de 2010      | [ 20 ] [ 21 ]            |
| Estabelecimento Penal Feminino Irmã Irma Zorzi                                                                | Fechado             | Média              | Feminino  | 19 de maio de 1995      | [ 22 ] [ 23 ]            |
| Estabelecimento Penal Feminino de Regime Semiaberto, Aberto e Assistência à Albergada de Campo Grande         | Semiaberto e aberto | Mínima             | Feminino  | 11 de abril de 2005     | [ 24 ] [ 25 ]            |
| Estabelecimento Penal Jair Ferreira de Carvalho                                                               | Fechado             | Máxima             | Masculino | 3 de dezembro de 2001   | [ 26 ] [ 27 ]            |
| Estabelecimento Penal de Regime Aberto e Casa do Albergado de Campo Grande                                    | Aberto              | Mínima             | Masculino | –                       | [ 28 ] [ 29 ]            |
| Instituto Penal de Campo Grande                                                                               | Fechado             | Média              | Masculino | –                       | [ 30 ] [ 31 ]            |
| Penitenciária Estadual Masculina de Regime Fechado da Gameleira                                               | –                   | –                  | –         | 15 de maio de 2017      | [ nota 1 ] [ 32 ] [ 33 ] |
| Presídio de Trânsito de Campo Grande                                                                          | Provisório          | Média              | Masculino | 4 de março de 2004      | [ 34 ] [ 35 ]            |
| Amambai |                     |                    |           |                         |                          |
| Estabelecimento Penal de Amambai                                                                              | Fechado             | Média              | Masculino | 4 de dezembro de 2004   | [ 36 ] [ 37 ]            |
| Estabelecimento Penal de Regime Semiaberto, Aberto e Assistência ao Albergado de Amambai                      | Semiaberto e aberto | Mínima             | Masculino | 19 de janeiro de 2005   | [ 38 ] [ 39 ]            |
| Aquidauana |                     |                    |           |                         |                          |
| Estabelecimento Penal de Aquidauana                                                                           | Fechado             | Média              | Masculino | –                       | [ 40 ] [ 41 ]            |
| Estabelecimento Penal de Regime Semiaberto, Aberto e Assistência ao Albergado de Aquidauana                   | Semiaberto e aberto | Mínima             | Masculino | 27 de março de 2003     | [ 42 ] [ 43 ]            |
| Bataguassu |                     |                    |           |                         |                          |
| Estabelecimento Penal de Bataguassu                                                                           | Fechado             | Média              | Masculino | 5 de abril de 2005      | [ 44 ] [ 45 ]            |
| Estabelecimento Penal de Regime Semiaberto, Aberto e Assistência ao Albergado de Bataguassu                   | Semiaberto e aberto | Mínima             | Masculino | 5 de abril de 2005      | [ 44 ] [ 46 ]            |
| Caarapó |                     |                    |           |                         |                          |
| Estabelecimento Penal Masculino de Regime Fechado de Caarapó                                                  | Fechado             | Média              | Masculino | 15 de maio de 2017      | [ 47 ] [ 48 ]            |
| Cassilândia                                                                                                   |                     |                    |           |                         |                          |
| Estabelecimento Penal de Cassilândia                                                                          | Fechado             | Média              | Masculino | 4 de março de 2004      | [ 49 ] [ 50 ]            |
| Estabelecimento Penal de Regime Semiaberto, Aberto e Assistência ao Albergado de Cassilândia                  | Semiaberto e aberto | Mínima             | Masculino | 19 de janeiro de 2005   | [ 51 ] [ 52 ]            |
| Corumbá |                     |                    |           |                         |                          |
| Estabelecimento Penal de Corumbá                                                                              | Fechado             | Média              | Masculino | 9 de dezembro de 1997   | [ 53 ] [ 54 ]            |
| Estabelecimento Penal Feminino Carlos Alberto Jonas Giordano                                                  | Fechado             | Média              | Feminino  | 9 de dezembro de 1997   | [ 55 ] [ 56 ]            |
| Estabelecimento Penal de Regime Semiaberto, Aberto e Assistência ao Albergado de Corumbá                      | Semiaberto e aberto | Mínima             | Masculino | –                       | [ 57 ] [ 58 ]            |
| Estabelecimento Penal Feminino de Regimes Semiaberto, Aberto e de Assistência às Albergadas de Corumbá        | Semiaberto e aberto | Mínima             | Feminino  | –                       | [ 59 ] [ 60 ]            |
| Coxim |                     |                    |           |                         |                          |
| Estabelecimento Penal Masculino de Coxim                                                                      | Fechado             | Média              | Masculino | 23 de fevereiro de 2012 | [ 61 ] [ 62 ]            |
| Estabelecimento Penal Masculino de Regimes Semiaberto e Aberto de Coxim                                       | Semiaberto e aberto | Mínima             | Masculino | –                       | [ 63 ]                   |
| Dois Irmãos do Buriti                                                                                         |                     |                    |           |                         |                          |
| Penitenciária de Dois Irmãos do Buriti                                                                        | Fechado             | Média              | Masculino | –                       | [ 64 ] [ 65 ]            |
| Dourados |                     |                    |           |                         |                          |
| Estabelecimento Penal Masculino de Regime Semiaberto e Aberto de Dourados                                     | Semiaberto e aberto | Mínima             | Masculino | –                       | [ 66 ] [ 67 ]            |
| Estabelecimento Penal Feminino de Regime Semiaberto, Aberto e Assistência à Albergada de Dourados             | Semiaberto e aberto | Mínima             | Feminino  | 15 de outubro de 2008   | [ 68 ] [ 69 ]            |
| Penitenciária Estadual de Dourados                                                                            | Fechado             | Máxima             | Masculino | 1º de dezembro de 1997  | [ 70 ] [ 71 ]            |
| Ivinhema |                     |                    |           |                         |                          |
| Estabelecimento Penal Masculino de Regime Fechado de Ivinhema Delegado Hoston Belizário                       | Fechado             | –                  | Masculino | 15 de maio de 2017      | [ nota 2 ] [ 72 ] [ 73 ] |
| Jardim |                     |                    |           |                         |                          |
| Estabelecimento Penal Máximo Romero                                                                           | Fechado             | Média              | Masculino | 30 de maio de 2008      | [ 74 ] [ 75 ]            |
| Estabelecimento Penal Masculino de Regime Semiaberto de Jardim                                                | Semiaberto          | Mínima             | Masculino | 13 de agosto de 2011    | [ 76 ] [ 77 ]            |
| Jateí |                     |                    |           |                         |                          |
| Estabelecimento Penal Feminino Luiz Pereira da Silva                                                          | Fechado             | Média              | Feminino  | 26 de setembro de 1985  | [ 78 ] [ 79 ]            |
| Naviraí |                     |                    |           |                         |                          |
| Penitenciária de Segurança Máxima de Naviraí                                                                  | Fechado             | Máxima             | Masculino | 29 de março de 2006     | [ 80 ] [ 81 ]            |
| Estabelecimento Penal de Regime Semiaberto, Aberto e Assistência ao Albergado de Naviraí                      | Semiaberto e aberto | Mínima             | Masculino | –                       | [ 82 ] [ 83 ]            |
| Nova Andradina                                                                                                |                     |                    |           |                         |                          |
| Estabelecimento Penal Masculino de Regime Fechado de Nova Andradina                                           | Fechado             | Média              | Masculino | 2 de julho de 2014      | [ 84 ] [ 85 ]            |
| Paranaíba |                     |                    |           |                         |                          |
| Estabelecimento Penal de Paranaíba                                                                            | Fechado             | Média              | Masculino | 10 de janeiro de 2001   | [ 86 ] [ 87 ]            |
| Estabelecimento Penal de Regimes Semiaberto, Aberto e Assistência ao Albergado de Paranaíba                   | Semiaberto e aberto | Mínima             | Masculino | 9 de abril de 2003      | [ 88 ] [ 89 ]            |
| Ponta Porã |                     |                    |           |                         |                          |
| Unidade Penal Ricardo Brandão                                                                                 | Fechado             | Média              | Masculino | 1º de junho de 2000     | [ 90 ] [ 91 ]            |
| Estabelecimento Penal Feminino de Ponta Porã                                                                  | Fechado             | Média              | Feminino  | –                       | [ 92 ] [ 93 ]            |
| Estabelecimento Penal de Regime Semiaberto, Aberto e Assistência ao Albergado de Ponta Porã                   | Semiaberto e aberto | Mínima             | Masculino | 14 de julho de 2009     | [ 94 ] [ 95 ]            |
| Estabelecimento Penal Feminino de Regimes Semiaberto, Aberto e Assistência às Albergadas de Ponta Porã        | Semiaberto e aberto | Mínima             | Feminino  | –                       |                          |
| Rio Brilhante                                                                                                 |                     |                    |           |                         |                          |
| Estabelecimento Penal de Rio Brilhante                                                                        | Fechado             | Mínima             | Masculino | –                       | [ 96 ] [ 97 ]            |
| Estabelecimento Penal Feminino de Rio Brilhante                                                               | Fechado             | Mínima             | Feminino  | –                       | [ 98 ] [ 99 ]            |
| São Gabriel do Oeste                                                                                          |                     |                    |           |                         |                          |
| Estabelecimento Penal Feminino de São Gabriel do Oeste                                                        | Fechado             | Média              | Feminino  | –                       | [ 100 ] [ 101 ]          |
| Estabelecimento Penal Feminino de Regime Semiaberto, Aberto e Assistência à Albergada de São Gabriel do Oeste | Semiaberto e aberto | Mínima             | Feminino  | –                       | [ 102 ] [ 103 ]          |
| Três Lagoas                                                                                                   |                     |                    |           |                         |                          |
| Colônia Penal Industrial Paracelso de Lima Vieira Jesus                                                       | Semiaberto          | Mínima             | Masculino | –                       | [ 104 ] [ 105 ]          |
| Estabelecimento Penal Feminino de Regime Semiaberto, Aberto e Assistência à Albergada de Três Lagoas          | Semiaberto e aberto | Mínima             | Feminino  | 14 de novembro de 2008  | [ 106 ] [ 107 ]          |
| Estabelecimento Penal Feminino de Três Lagoas                                                                 | Fechado             | Média              | Feminino  | 3 de dezembro de 2004   | [ 108 ] [ 109 ]          |
| Penitenciária de Três Lagoas                                                                                  | Fechado             | Média              | Masculino | –                       | [ 110 ] [ 111 ]          |

### Patronatos
| Nome                                            | Inauguração ou criação | Notas e referências |
| Patronato Penitenciário de Campo Grande         | 4 de agosto de 2006    | [ 112 ] [ 113 ]     |
| Patronato Penitenciário de Corumbá              | –                      | [ 114 ] [ 115 ]     |
| Patronato Penitenciário de Dourados             | –                      | [ 116 ] [ 117 ]     |
| Patronato Penitenciário de Ponta Porã           | –                      | [ 118 ]             |
| Patronato Penitenciário de São Gabriel do Oeste | –                      | [ 119 ]             |
| Patronato Penitenciário de Três Lagoas          | –                      | [ 120 ] [ 121 ]     |